# Flash Morgan Webster
Gavin Watkins (nacido el 13 de abril de 1990) es un luchador profesional galés que actualmente está firmando con Impact Wrestling bajo el nombre de Morgan Webster. Es conocido por su tiempo trabajando para la empresa WWE, en donde se presentaba en la marca NXT UK, bajo el nombre de Flash Morgan Webster. Watkins también es conocido por sus apariciones en Attack! Pro Wrestling , Progress Wrestling, Revolution Pro Wrestling, Southside Wrestling Entertainment y Pro Wrestling Guerrilla entre otros. Fue Campeón Mundial en Parejas de Impact junto a Mark Andrews en su primer reinado.

## Carrera

### Circuito independiente (2010-2016)
En 2010, Webster hizo su debut para Welsh Wrestling, perdiendo contra Wild Boar. En marzo de 2011, Morgan y Mark Andrews derrotaron a Method And Madness por Celtic Wrestling. En junio de 2011, Morgan debutó para Phoenix Pro Wrestling, formando equipo con Pete Dunne en el que fueron derrotados por Paul Malen y Joseph Conners. En 2013, en un evento de Pro Wrestling Kingdom, Webster derrotó a El Ligero. En 2014, Webster fue derrotado por Marty Scurll y Tommy End. El 19 de septiembre de 2014, Webster hizo su debut en Southside Wrestling Entertainment en The Hunt is On, donde él, Dan Moloney y Tyler Bate derrotaron a Jonathan Gresham, Chris Brookes y Nixon Newell. A finales de 2014 en SWE Opportunity Knocks, Morgan y El Ligero fueron derrotados por Uhaa Nation. En 2015, en SWE Day Of Reckoning 5, Webster fue derrotado por Mark Haskins. En 2015, derrotó a Will Ospreay. En octubre de 2015, Webster fue derrotado por Tommaso Ciampa. En diciembre de 2015, fue derrotado por Zack Sabre Jr.. En marzo de 2016, fue derrotado por Angélico.

### WWE (2018-2022)
Webster hizo su debut en la WWE en WrestleMania Axxess en 2018, siendo derrotado por Pete Dunne. El 18 de mayo, se anunció que Webster participaría en el Torneo del Campeonato del Reino Unido 2018. Derrotaría Jordan Devlin en los cuartos de final antes de ser eliminado por el eventual ganador del torneo, Zack Gibson. La noche siguiente, Webster, Travis Banks y Mark Andrews fueron derrotados en un número uno de los contendientes del Campeonato del Reino Unido de la WWE por el regreso de Noam Dar. 
Webster hizo su debut en el 205 Live, formando equipo con Cedric Alexander y Mustafa Ali, donde derrotaron a James Drake, Joseph Conners y Drew Gulak.
En el 10 septiembre, Webster fue anunciado como participante del torneo por el Heritage Cup de NXT UK. En el NXT UK de 24 de septiembre, se anunció que se enfrentaría a A-Kid como parte de los cruces del torneo por la Heritage Cup de NXT UK.
Ya en 2021, en el NXT UK emitido el 28 de enero, junto a Mark Andrews se enfrentaron a The Hunt(Primate & Wild Boar), Pretty Deadly(Sam Stiker & Lewis Howley), Ashton Smith & Oliver Carter en un Fatal-4 Way Elimination Match por una oportunidad a los Campeonatos en Parejas de NXT UK de Gallus(Mark Coffey & Wolfgang), eliminando a Smith & Carter, sin embargo fueron eliminados por Pretty Deadly, en el NXT UK emitido el 11 de febrero, junto a Mark Andrews derrotaron a The Hunt(Primate & Wild Boar) en un Tag Team Street Fight, terminando así el feudo. En el NXT UK emitido el 11 de marzo, junto a Mark Andrews fueron derrotados por Amir Jordan & Kenny Williams.

### Impact Wrestling (2023-presente)
¡En el episodio del 12 de mayo de 2023 de Impact!, se anunció que Webster y Mark Andrews (acompañados por Dani Luna) desafiarán a los Campeones Mundiales en Parejas de Impact ABC (Ace Austin y Chris Bey). El 26 de mayo en Under Siege, Webster y Andrews no pudieron ganar los títulos de ABC.

## Campeonatos y logros
- Attack! Pro Wrestling
  - ATTACK! 24:7 Championship (1 vez)[9]
  - ATTACK! Championship (1 vez)[9]

- Dragon Pro Wrestling
  - Dragon Pro Tag Team Championship (1 vez, actual) - con Wild Boar[9]

- HOPE Wrestling
  - HOPE Kings Of Flight Championship (1 vez)[9]

- Impact Wrestling
  - Impact World Tag Team Championship (1 vez) – con Mark Andrews

- Progress Wrestling
  - Natural Progression Series II winner (2014–2015)

- Pro Wrestling Chaos
  - King Of Chaos Championship (1 vez)[9]

- Revolution Pro Wrestling
  - RPW British Cruiserweight Championship (1 vez)[9]

- World Wrestling Entertainment/WWE
  - NXT UK Tag Team Championship (1 vez) - con Mark Andrews

- Pro Wrestling Illustrated
  - Ocupa el puesto número 300 de los 500 mejores luchadores en el  PWI 500 en 2018[10]